# Эушта
Эушта́ (тат. Яүштә, Юшта, Эуштинские юрты, Юштинские юрты) — деревня в подчинении Томска, относится к Кировскому району города, входит в состав городского округа город Томск. До 12 ноября 2004 года находилась в составе Зоркальцевского сельского округа Томского района Томской области.

## География
Располагается на левобережной Эуштинской (Татарской) протоке Томи, рядом с входящим в состав Томска посёлком Нижний Склад, напротив одного из исторических районов города — Черемошников. К востоку от деревни находится протока Собачья, отделяющая от Томи остров Энсков.

## История
Поселение существовало ещё до основания Томска и было населено представителями одного из сибирскотатарских племён —
эуштинцами. Именно эуштинский князь Тоян отправился с челобитной в Москву с просьбой о приёме его народа в русское подданство.
На картах конца XIX века населённый пункт обозначен как Эуштинские юрты.
До Великой Отечественной войны в Эуште имелись земледельческо-животноводческий и рыболовецкий колхозы, которые после окончания войны были объединены. Позже, в связи с появлением Томска-7, для снабжения этого закрытого города сельскохозяйственной продукцией, в Эуште и соседних деревнях Петрово и Борики было создано большое подсобное хозяйство.
12 ноября 2004 года Томск получил статус городского округа, в состав которого, наряду с другими бывшими пригородами, вошла и Эушта.

## Население
| \| 2002[5] \| 2010[5] \| 2012[6] \| 2013[7] \| 2014[8] \| 2015[9] \| 2021[1] \| \| ------- \| ------- \| ------- \| ------- \| ------- \| ------- \| ------- \| \| 432 \| ↗460 \| ↗464 \| ↗474 \| ↘471 \| ↘470 \| ↗626 \| 100 200 300 400 500 600 700 2010 2021 |      |      |      |      |      |      |
| 2002 | 2010 | 2012 | 2013 | 2014 | 2015 | 2021 |
| 432 | ↗460 | ↗464 | ↗474 | ↘471 | ↘470 | ↗626 |

## Улицы[3]
Улицы: Береговая, Клубная, Кооперативная, Лесная, Новая, Рабочая, Совхозная, Тояна, Фрунзе, Школьная.
Переулки: Клубный, Кооперативный, Новый.

## Известные уроженцы
- Сайбединов, Александр Геннадьевич — Народный учитель Российской Федерации (2004)